# وردین، منیتوبا
وردین (به انگلیسی: Virden) یک منطقهٔ مسکونی در کانادا است که در منیوبا واقع شده‌است. وردین ۳٬۱۱۴ نفر جمعیت دارد و ۴۳۹ متر بالاتر از سطح دریا واقع شده‌است.